# La Independencia (Chiapas)
La Independencia es una localidad del estado mexicano de Chiapas, cabecera del municipio homónimo. 

## Toponimia
El nombre «La Independencia» recuerda la gesta iniciada por Miguel Hidalgo en pos de la independencia de México.

## Geografía
La localidad está ubicada en la posición 16°31′32″N 91°46′26″O / 16.52556, -91.77389, a una altitud de 1544 m s. n. m.
Según la clasificación climática de Köppen, el clima corresponde al tipo Aw - Tropical seco.

## Demografía
Cuenta con 3620 habitantes lo que representa un incremento promedio de 1.8% anual en el período 2010-2020 sobre la base de los 3041 habitantes registrados en el censo anterior. Ocupa una superficie de 1.895 km², lo que determina al año 2020 una densidad de 1911 hab/km².
| Gráfica de evolución demográfica de La Independencia entre 2000 y 2020 |
|                                                                        |
| Fuente: Instituto Nacional de Estadística Geografía e Informática      |

En el año 2010 estaba clasificada como una localidad de grado alto de vulnerabilidad social.
La población de La Independencia está mayoritariamente alfabetizada (3.23% de personas analfabetas al año 2020) con un grado de escolarización en torno de los 8 años. Solo el 0.64% de la población es indígena.